# 캐리 (기업)
캐리(Carry Co. Ltd.)는 대한민국의 태양광 전문 기업이다. 본사는 경기도 용인시 처인구 모현면 초부로54번길 7-3에 위치해 있으며 대표이사는 염현복이다. 2024년 현재의 상호로 변경하였다. 순간온도제어장치, 전기차충전기 등  전력변환장치를 개발, 제조한다

## 논란
채권자라고 주장하는 리워터솔루션이 법원에 윌링스에 대한 파산 신청을 제기하여 거래 정지되었으며
2023년 수원회생법원에 낸 파산신청이 기각되었다
2024년 신임 대표가 사업 확장과 투자 목적으로 서울 강남구 도곡동에 위치한 건물을 매입하여 투기 의혹을 받고 있다

## 종속회사
- 윌링스

## 같이 보기
- 충전소

## 참고문헌
1. ↑  배요한, 제이스코홀딩스, 윌링스 인수 1차 납입 및 경영권 확보, 뉴스핌, 2022년 7월 1일
2. ↑  전기차 화재방지 관심 1…캐리•한중엔시에스 급등, 와이드경제, 2024-08-14
3. ↑  윌링스, 거래처 파산신청에 주권 거래정지 '몸살', 딜사이트, 2023-09-11
4. ↑  '파산신청 기각' 윌링스, 거래 재개 첫날 '상한가', 한국경제, 2023-09-14
5. ↑  임병연, 캐리(대표 염현복), 6개월 만에 100억 차익 건물 매입 의혹(?), 전국뉴스, 2024-06-10